# Річковий кілометр
Річковий кілометр (англ. River mile) - це міра відстані в кілометрах уздовж річки від її гирла. Кількість річкових кілометрів починається з нуля і зростає вище за течією. Відповідною одиницею Англійської системи мір , в якій використовуються миля, є річкова миля. Вони аналогічні маркерам кілометрів на дорозі для транспортних засобів, за винятком того, що річкові кілометри рідко позначаються на фізичній річці, натомість вони позначені на навігаційних картах і топографічних картах. Об’єкти на березі річки іноді частково юридично описуються річковим кілометром.
Річковий кілометр – це не те ж саме, що довжина річки, скоріше це засіб визначення положення будь-якого об’єкта вздовж річки відносно його відстані від гирла, яке вимірюється вздовж русла (або судноплавного русла) річки.
Нульовий річковий кілометр може знаходитись не точно в гирлі. Наприклад, річка Вілламет (яка впадає в річку Колумбія) має нульову позначку на краю судноплавного каналу в Колумбії, приблизно на 270 м за гирлом.